# Descriptiones Cactacearum Novarum
Descriptiones Cactacearum Novarum (abreviado Descr. Cact. Nov.) es un libro con ilustraciones y descripciones botánicas que fue escrito por el horticultor y cactólogo aficionado alemán Curt Backeberg. Fue publicado en el año 1956.